# هنولوژی
هنولوژی (از یونانی باستان  ἕν (hen) «one») به کسی اشاره دارد که به درک فیض و صدور فیض در فلسفه فلوطین اهتمام می‌ورزد. راینر شورمان آن را به عنوان «متافیزیک تعالی» توصیف می‌کند که فراتر از عقل است.

## حوزه‌های تحقیق
اصطلاح Henology به فلسفه ای اشاره دارد که حول محور یک حقیقت واحد است، مانند فلسفه‌های افلاطون و فلوطین و آنهایی که به دنبال درک معرفت و حقیقت هستند (مانند کانت و دکارت).